# Багљаш
Багљаш је део града Зрењанина. Име је добио по словачкој породици Багљаш која је некад имала винограде на том подручју. Потомака те породице и даље има у селу Арадац. На једном делу тог подручја било је сиротињско гробље, које је током Другог светског рата постало стратиште на коме је фашистички окупатор стрељао родољубе и партизане, међу којима је била и Соња Маринковић. На том месту је касније подигнут споменик, а гробље је измештено. Багљаш је урбанистички изграђен после Другог светског рата. Грађен је као „град у граду“ тако да представља посебну урбанистичку целину. Састоји се из Новог и Старог Багљаша, који су раздвојени булеваром Вељка Влаховића. Багљаш се често сматра зрењанинском верзијом новосадског Новог Насеља. Део је Зрењанина са највећим капацитетом за урбанизован развој града, због своје специфичне отворене географске позиције.
Према попису становништва из 2011. Багљаш је имао 15.805 становника и највеће је зрењанинско насеље. У насељу се налази основна школа „Петар Петровић Његош“, здравствена станица, вртићи "Црвенкапа" и  "Бамби", јаслице "Бајка" и средња медицинска школа. Налази се на излазу из Зрењанина према Новом Саду. Западно од Багљаша ниче нова индустријска градска зона и један од највећих индустријско-комерцијалних центара у Зрењанину. Градска болница налази се на самом улазу на Багљаш. Административно је подељен на две месне заједнице: Северну, која се зове по народном хероју Соњи Маринковић и јужни, МЗ Вељко Влаховић.
На Багљашу се налази тржни центар "Авив парк", отворен 2015. године, у коме се такође налази тренутно најсавременији биоскоп у Србији са пет звездица и четири мултиплекс сале, „Синестар”.
Овде се некада налазиo зрењанински спортски аеродром, на којем су се одржавала чувена такмичења једриличара, као што је Шампионат Европе у слободном летењу.
Овде се налази црква Вазнесења Господњег и Споменик жртвама фашистичког терора